# Changueo
Changueo är en ort i Mexiko.   Den ligger i kommunen Valle de Santiago och delstaten Guanajuato, i den centrala delen av landet, 240 km väster om huvudstaden Mexico City. Changueo ligger 1 999 meter över havet och antalet invånare är 143.
Terrängen runt Changueo är huvudsakligen kuperad, men norrut är den platt. Runt Changueo är det ganska tätbefolkat, med 108 invånare per kvadratkilometer. Närmaste större samhälle är Valle de Santiago, 7,0 km norr om Changueo. Trakten runt Changueo består till största delen av jordbruksmark.